# روان‌شناسی مرضی
روان‌شناسی مرضی یا روان‌شناسی نابهنجاری‌ها (به انگلیسی: abnormal psychology) شاخه‌ای از دانش روانشناسی است که به مطالعهٔ الگوهای نامعمول رفتاری، ذهنی و احساسی‌ می‌پردازد. این الگوها ممکن است به عنوان عامل بروز ناگهانی بیماری روانی شناخته بشوند یا نشود. با وجود اینکه بسیاری از رفتارها ممکن است نابهنجار در نظر گرفته شوند، ولی این شاخه از روانشناسی، عموماً با رفتار، در مفهوم بالینی آن سر و کار دارد.